# Martin Chambers
Martin Dale Chambers (Hereford, 4 de setembre de 1951) és un bateria anglès, conegut per ser membre fundador del grup The Pretenders. A més de la bateria, Chambers fa cors i toca la percussió. Era part de la formació original, juntament amb Chrissie Hynde (veu/guitarra), James Honeyman-Scott (guitarra/cors/teclats) i Pete Farndon (baix/cors). Hynde i Chambers són els únics membres originals vius, i ha estat en dues temporades separades amb el grup.

## Carrera
Abans de ser dels Pretenders, Chambers va tocar amb en James Honeyman-Scott a Cheeks, un grup que liderava l'antic teclista de Mott the Hoople Verden Allen. Quan Chambers va afegir-se al grup de la Chrissie Hynde, que encara no tenia nom, treballava de professor d'autoescola a Tufnell Park, Londres "perquè la feina venia amb cotxe i així em podia moure" i gràcies a això va trobar on vivien Jim i Pete, i llavors va substituir Jerry Mackleduff a la bateria. Del primer assaig de Chambers amb el grup, Hynde recorda: "Ens vam endollar i vam començar a tocar "Precious", i recordo clarament que em vaig haver de girar i posar-me de cara a la paret, de tant que reia, perquè de seguida que el Martin va començar a tocar amb nosaltres, vaig saber que era això. Ja teníem el grup." Martin també se'n recorda de l'assaig "Ho vam saber de seguida. Simplement vam encaixar".
Chambers va demostrar que era un bateria versàtil dins del grup, amb un estil de picar fort que es va evident a cançons com ara "Middle of the Road". El guitarrista Adam Seymour ha reconegut que "hi ha alguna cosa concreta que passa en el ritme entre la guitarra de la Chrissie i la bateria del Martin que s'hauria d'explicar amb una equació científica. En Martin sembla que redueix el ritme mentre que la Chrissie l'empeny cap endavant".
La primera temporada de Chambers amb el grup va durar de mitjans de 1978 fins a mitjans de la dècada de 1980. Superar la mort dels companys de grup Honeyman-Scott i Farndon va ser difícil, i la falta d'entusiasme que li va provocar va tenir com a resultat que marxés del grup durant les sessions de Get Close. Segons Hynde, "Em semblava que la seva manera de tocar havia empitjorat. Crec que encara estava molt traumatitzat per [la pèrdua de] Pete i Jimmy". Martin ho confirma, admetent "Sent sincers, no hi tenia el cap de veritat".
Chambers va tornar al grup el 1994 durant les sessions per Last of the Independents, i ja s'hi ha quedat sempre més. Quan va tornar, Seymour recorda "Quan en Martin es va asseure, va començar a semblar un grup de veritat". Martin va resumir el seu retorn al grup, dient: "al capdavall, [la Chrissie] em va demanar que tornés perquè ningú no ho podia fer funcionar igual que nosaltres". Hynde ho confirma, dient: "el trobava a faltar molt. ... Tant ell com jo ens estàvem enfonsant —i probablement no tocàvem bé— i necessitava que algú em dones una coça al cul i m'inspirés. Vam fer una cançó i era la mateixa sensació que la primera vegada que havíem tocat junts. Ningú més no té aquest swing i aquest sentiment".
A finals de 2008, The Pretenders van publicar el disc Break Up the Concrete on Chambers era substituït per Jim Keltner, encara que Chambers va continuar sent membre oficial i tocava amb el grup als concerts en directe. A més de tocar amb els Pretenders, Chambers també toca al grup Miss World liderat pel compositor Jonathan Perkins, que ha treballat amb artistes com XTC i Original Mirrors.
A finals de setembre i principis d'octubre de 2009, Chambers va tocar la bateria als set concerts de reunió de Mott the Hoople (2 a Monmouth i 5 al Hammersmith Odeon) juntament amb l'antic company de grup a Cheeks Verden Allen per la malatia de Dale Griffin, que li havia deixat a Chambers la seva bateria per al seu primer concert en directe el 1967 a St. Mary's Church Hall, Ross on Wye, Herefordshire.

## Discografia
- 1980 – Pretenders
- 1981 – Extended Play
- 1981 – Pretenders II
- 1984 – Learning to Crawl
- 1986 – Get Close
- 1994 – Last of the Independents
- 1999 – Viva el Amor
- 2002 – Loose Screw
- 2009 – Hammersmith Live amb Mott the Hoople
- 2014 – DVD Mott the Hoople Live in Manchester November 2013